# Ernst Heinrich Georg Ule
Ernst Heinrich Georg Ule (* 12. März 1854 in Halle an der Saale; † 15. Juli 1915 in Berlin) war ein preußischer, deutscher Botaniker und Forschungsreisender. Er war der Bruder des Geografen Wilhelm Ule. Sein botanisches Autorenkürzel lautet „Ule“.

## Leben
Ule war ein Sohn des Verfassers populärwissenschaftlicher Literatur Otto Eduard Vincenz Ule (1820–1876). Er besuchte zunächst das Gymnasium in Halle und im Anschluss 1874 bis 1876 die Gärtnerlehranstalt in Proskau, wo er unter anderem von Paul Sorauer unterrichtet wurde. Er arbeitet nach dem Abschluss an der Lehranstalt für kurze Zeit im Botanischen Garten in Halle und besuchte zugleich Vorlesungen bei Gregor Kraus und J. Kühn. Im Jahr 1877 ging Ule nach Berlin, um dort eine Stelle in den Städtischen Parkanlagen anzutreten und trat in den Botanischen Vereins der Provinz Brandenburg ein. Er wurde durch Paul Wilhelm Magnus weiter in seinen Studien gefördert. Ule hatte 1877 einen bisher unbekannten gräserbewohnenden Brandpilz entdeckt, den Magnus ihm zu Ehren „Urocystis Ulii“ nannte. Im Jahr 1879 begann er ein Studium, das er jedoch abbrechen musste. Er hielt sich danach für zwei Jahre in einer Nervenklinik auf, aus der er floh und einige Zeit umherirrte. Nach seiner Genesung reiste er 1883 nach Brasilien und beteiligte sich dort intensiv an der wissenschaftlichen Erforschung der Gewächse des Landes. Nach acht Jahren in Blumenau, Santa Catarina, wo er unter anderem als Privatlehrer tätig war, wurde er 1891 zum Naturalista Viajante des Nationalmuseums in Rio de Janeiro berufen. Von 1895 bis 1900 war er stellvertretender Direktor dort und unternahm Reisen in den Norden Brasiliens sowie nach Guyana, Venezuela und Peru. 1912 zog er zurück nach Berlin.
Er schrieb wertvolle Publikationen zu Brasiliens Pflanzengeografie und über andere biologische Themen, die oft mit fotografischen Bildserien versehen waren. Des Weiteren untersuchte er die Ökonomie der Region und schrieb beispielsweise Abhandlungen zu Südamerikas Kautschukproduktion.

## Ehrungen
Zahlreiche Gattungen tragen seinen Namen: Die Pilzgattungen Ulea J.Schröt., Uleodothella Syd. & P.Syd., Uleomyces Henn., Uleomycina Petr., Uleopeltis Henn., Uleoporthe Petr. und Uleothyrium Petr.; außerdem die Moosgattungen Uleastrum W.R.Buck und Uleobryum Broth. Auch die Gattungen Uleanthus Harms aus der Familie der Hülsenfrüchtler (Fabaceae), Ulearum Engl. aus der Familie der Aronstabgewächse (Araceae), Uleiorchis Hoehne aus der Familie der Orchideen, Uleodendron Rauschert aus der Familie der Maulbeergewächse (Moraceae), Uleophytum Hieron. aus der Familie der Korbblütler (Asteraceae) und Uleopsis Fedde aus der Familie der Commelinagewächse (Commelinaceae) gehören dazu.     
Nach ihm wurden auch mehrere Arten benannt.

## Schriften (Auswahl)
- Epiphyten des Amazonasgebietes. In: G. Karsten, H. Schenck. (Hrsg.): Vegetationsbilder. Zweite Reihe, Heft 1. G. Fischer, Jena 1904 (archive.org).
- Blumengärten der Ameisen am Amazonenstrome. In: G. Karsten, H. Schenck. (Hrsg.): Vegetationsbilder. Dritte Reihe, Heft 1. G. Fischer, Jena 1905 (archive.org).
- Ameisenpflanzen des Amazonasgebietes. In: G. Karsten, H. Schenck. (Hrsg.): Vegetationsbilder. Vierte Reihe, Heft 1. G. Fischer, Jena 1906 (archive.org – Schrift undeutlich).